# Barbara Woltmann

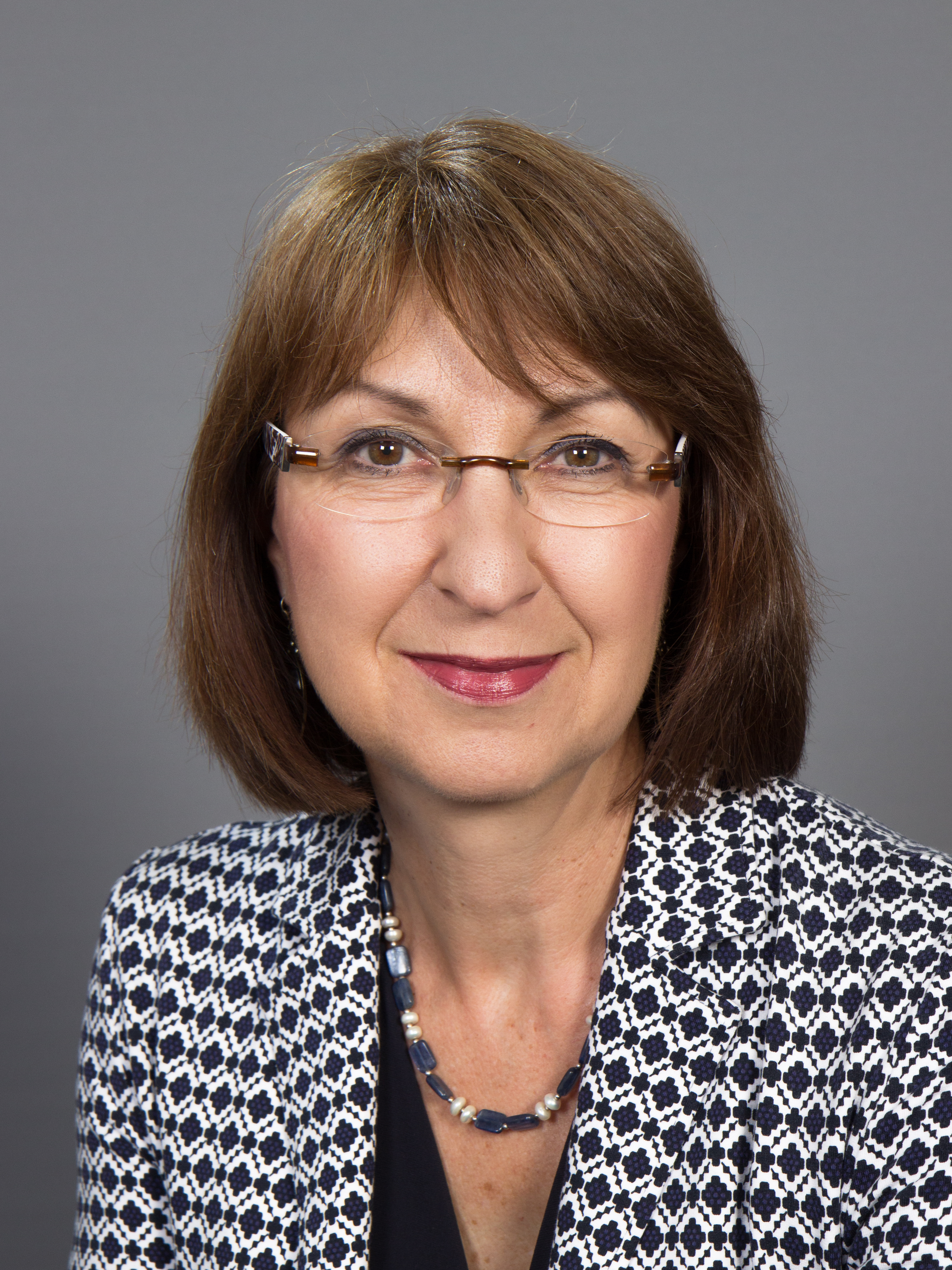
Barbara Woltmann (2014)

Barbara Woltmann (* 23. Januar 1957 in Rheinberg) ist eine deutsche Politikerin (CDU). Sie war auch als Vizepräsidentin des Niedersächsischen Landesamtes für Verbraucherschutz und Lebensmittelsicherheit (LAVES) tätig.

## Leben
Barbara Woltmann bestand ihre Abiturprüfung 1976 am Amplonius-Gymnasium Rheinberg und studierte anschließend Rechtswissenschaften an der Rheinischen Friedrich-Wilhelms-Universität in Bonn. 1986 wurde sie Beamtin im Landesdienst Niedersachsen. Bis ins Jahr 2004 war sie in der Agrarstrukturverwaltung des Landes Niedersachsen tätig. Seit 2005 arbeitete sie in der Regierungsvertretung Oldenburg, deren stellvertretende Leiterin sie seit 2006 war. Ihre Tätigkeitsfelder sind Raumordnung und Landesentwicklung. Von Oktober 2013 bis 2017 war Barbara Woltmann Mitglied des Bundestages. Im Anschluss kehrte sie in den niedersächsischen Landesdienst zurück und war seit März 2018 im Amt für regionale Landesentwicklung Weser-Ems tätig. Zum 1. August 2018 hat sie ihre Tätigkeit als Vizepräsidentin des Niedersächsischen Landesamtes für Verbraucherschutz und Lebensmittelsicherheit (LAVES) aufgenommen. Nach zweijähriger Probezeit wurde sie offiziell zur Vizepräsidentin auf Lebenszeit ernannt, nachdem zuvor das Kabinett in einer Sitzung am 15. Juli 2020 dem zugestimmt hatte. Im Jahr 2024 ist sie nach 38-jähriger Tätigkeit für das Land Niedersachsen in den Ruhestand verabschiedet worden. 

## Politische Laufbahn
Seit 1982 ist Barbara Woltmann Mitglied der Christlich Demokratischen Union (CDU). Im Jahr 1999 wurde sie zur stellvertretenden Landesvorsitzenden im CDU-Landesverband Oldenburg gewählt. Dieses Amt bekleidete sie bis 2021. Als Beisitzerin saß Woltmann von 2008 bis 2012 im Landesvorstand der CDU Niedersachsen und wurde 2018 erneut in dieses Gremium gewählt, in dem sie bis 2021 arbeitete. Sie ist Mitglied in Bundes- und Landesfachausschüssen im Bereich Agrar, Umwelt und Verbraucherschutz seit 2018. Zuvor war sie Mitglied in den Fachausschüssen Innenpolitik und von 2008 bis 2013 Vorsitzende des Landesausschusses Europa und Regionalentwicklung. Von 2019 bis 2021 leitete sie den Landesfachausschuss Landwirtschaft und ländliche Räume im Landesverband Oldenburg.
Von 2001 bis 2011 und von 2016 bis 2020 war Woltmann Mitglied im Kreistag des Landkreises Ammerland wie auch im Rat der Gemeinde Bad Zwischenahn und dort in verschiedenen Funktionen als Fraktionsvorsitzende und Beigeordnete tätig. Von 2013 bis 2021 war sie Mitglied im Kreisvorstand der CDU Ammerland, im Kreisvorstand der Frauen Union Ammerland sowie in den Landesvorstände der Frauen Union Oldenburg und Niedersachsen und den Bundesvorstand der Frauen Union.
Außerdem war Barbara Woltmann von 2001 bis 2011 Aufsichtsratsvorsitzende der gemeindeeigenen Rehaklinik Bad Zwischenahn.
Seit November 2021 ist sie Mitglied des Stadtrats der Stadt Oldenburg und dort Mitglied im Ausschuss für Stadtgrün, Umwelt und Klima, im Ausschuss Integration und Migration und im Ausschuss für Wirtschaftsförderung, Digitalisierung und internationale Zusammenarbeit.
Darüber hinaus ist Barbara Woltmann Mitglied im Verwaltungsrat des Klinikums Oldenburg.

## Abgeordnete
Durch die Bundestagswahl 2013 wurde Woltmann über Platz 29 der CDU-Landesliste Niedersachsen Mitglied des Deutschen Bundestages. Sie war Ordentliches Mitglied im Innenausschuss. Dem Unterausschuss Kommunales gehörte sie als stellvertretende Vorsitzende an. Sie war Mitglied des 2. Untersuchungsausschusses der 18. Wahlperiode und stellvertretendes Mitglied im Rechtsausschuss des Deutschen Bundestages sowie Mitglied des Beirats des Bündnis für Demokratie und Toleranz. 2017 schied Woltmann aus dem Bundestag aus.

## Nachweise
1. ↑  Klaus-J. Holzapfel (Hrsg.): Kürschners Volkshandbuch Deutscher Bundestag. 18. Wahlperiode / 2013–2017. 130. Auflage. Neue Darmstädter Verlagsanstalt, Rheinbreitbach 2014, ISBN 978-3-87576-761-2, Woltmann, S. 270 (Stand: 4. Juni 2014).
2. ↑  Neue Vizepräsidentin Barbara Woltmann nimmt Tätigkeit im LAVES auf | Nds. Landesamt für Verbraucherschutz und Lebensmittelsicherheit. 15. August 2018, abgerufen am 24. Januar 2019.
3. ↑  Deutscher Bundestag: Barbara Woltmann. Abgerufen am 21. Mai 2019.
4. ↑  Der Landesvorstand und das Präsidium der CDU in Niedersachsen. Abgerufen am 21. Mai 2019.
5. ↑  Wahl zum Kreistag: Das große Einpacken nach dem Urnengang. In: Nordwest-Zeitung. Abgerufen am 21. Mai 2019.
6. ↑  Bundesvorstand der Frauen Union. Archiviert vom Original (nicht mehr online verfügbar) am 10. Dezember 2018; abgerufen am 21. Mai 2019.  Info: Der Archivlink wurde automatisch eingesetzt und noch nicht geprüft. Bitte prüfe Original- und Archivlink gemäß Anleitung und entferne dann diesen Hinweis.
7. ↑  CDU Ratsfraktion Oldenburg: CDU-Fraktion Oldenburg. Abgerufen am 14. Februar 2023.
8. ↑  Klinikum Oldenburg: Wechsel im Vorsitz des Verwaltungsrates. Abgerufen am 14. Februar 2023.
9. ↑   Mitglieder im Innenausschuss - 18. Bundestag (Memento vom 24. September 2014 im Internet Archive) Bundestag online, abgerufen am 18. September 2014.
10. ↑  https://www.buendnis-toleranz.de/ueberuns/Beirat/?p=all

| Personendaten    | Personendaten                   |
| ---------------- | ------------------------------- |
| NAME             | Woltmann, Barbara               |
| KURZBESCHREIBUNG | deutsche Politikerin (CDU), MdB |
| GEBURTSDATUM     | 23. Januar 1957                 |
| GEBURTSORT       | Rheinberg                       |